# 富臺山炎帝宮
富臺山炎帝宮位於四川省自貢市自流井區，文物遺址年代判定為清。2012年7月16日公佈為第八批四川省文物保護單位。

## 簡介[2]
富臺山炎帝宮位於四川省自貢市自流井區新街富臺山社區3組，始建於清嘉慶年間，道光五年和咸豐四年先後進行過兩次培修。建築坐東南向西北，四合院佈局，系兩層樓的抬樑式木結構建築，占地面積1249.5平方公尺。現存戲樓、回廊、廂房左側保存完好，門樓和戲臺融為一體，戲臺兩側抱樓環繞。炎帝宮是自貢燒鹽工人以行業幫會組織形式集資修建的會館，也是中國近代最早成立工會組織之一，對研究四川乃至中國產業工人運動具有較高的歷史、文化和科學價值。2009年，富臺山炎帝宮被自貢市人民政府公佈為市級文物保護單位。